# Liisa Talonpoika
Liisa Maria Talonpoika, född 28 april 1961 i Åbo, är finländsk diplomat och Finlands ambassadör i Stockholm sedan 2018. Hon är den första kvinnliga chefen för ambassaden. 
Talonpoika var tidigare Finlands ambassador i Haag 2013–2015 och har haft flera andra diplomatiska uppdrag i bland annat i Paris och Bryssel samt seniora roller inom  Utrikesministeriet i Finland. 
Liisa Talonpoika studerade svenska vid Åbo Akademi och tog mastersexamen i ekonomi 1986. 

## Utmärkelser
- Riddartecknet av I klass av Finlands Lejons orden,  6 december 2004[3]
- Kommendör av kungliga norska förtjänstorden,  2016[4]
- Terra Mariana-korsets orden, tredje graden,  11 maj 2016[5]
- Kommendörstecknet av Finlands Lejons orden,  6 december 2016[3]
- Kommendörstecknet av I klass av Finlands Lejons orden,  6 december 2023[6]

[Redigera Wikidata]